# Total War: Arena
Total War: Arena — компьютерная многопользовательская free-to-play онлайн-игра, разрабатываемая компанией Creative Assembly в историческом сеттинге войн периода античности.
Является частью серии стратегических компьютерных игр Total War, но, в отличие от других игр серии, не имеет режима глобальной пошаговой стратегии — только непосредственно сражения — и рассчитана на мультиплеерную игру. Дизайнер серии Эрик Рассел сравнивал Total War: ARENA с играми в жанре MOBA.

## Игровой процесс
Концепция игры базируется на командных сражениях воинов Древней Греции, Древнего Рима, Карфагена и варварских племён в формате 10 на 10 игроков; при этом каждому из участников боя доступны для управления три отряда — до ста воинов в каждом.
В игре существовали следующие фракции и герои:
- Варвары (Арминий, Боудикка, Верцингеториг, Амбиорикс)
- Греция (Александр Македонский, Кинана, Леонид Спартанский, Мильтиад)
- Карфаген (Ганнибал, Гасдрубал Баркид)
- Рим (Гай Юлий Цезарь, Германик, Сулла, Сципион Африканский)
- Китай (Люй Бу, Цао Цао, Чжугэ Лян , Гуань Юй)

## Разработка
В ноябре 2016 года компании Wargaming, SEGA и Creative Assembly заявили о том, что игра Total War: ARENA будет издаваться по всему миру под брендом Wargaming Alliance — новым издательским подразделением Wargaming.
1 сентября 2017 года началось закрытое бета-тестирование на базе серверов Wargaming.
2 февраля 2018 года в 15:00 началось открытое бета-тестирование, которое закончилось спустя 10 дней, 12 февраля, в 13:00. 5 марта вновь стартовало ОБТ.
В ноябре 2018 было объявлено, что проект будет закрыт 22 февраля 2019 года.
В 2019 году на ChinaJoy 2019 Creative Assembly объявила о совместной разработке игры с издателем NetEase.
3 марта 2020 года игру можно было бесплатно скачать и установить пользователям, заранее получившим ключ на бета-тест по электронной почте.
С 5 по 8 марта 2020 года с 18:00 до 21:00 по пекинскому времени начался первый этап бета-теста игры.